# Luiz Augusto Zanon
Luiz Augusto Zanon (São Carlos, 17 de junho de 1963) é um ex-jogador de basquete e técnico. É ex-treinador da Seleção Brasileira de Basquetebol Feminino. 

## Biografia
Zanon começou sua carreira como jogador no São Carlos Clube (SP), depois no XV de Piracicaba (SP), Rio Claro (SP), Monte Líbano (SP), Nosso Clube de Limeira (SP), Corinthians (SP), COC/Ribeirão Preto (SP), Casa Branca (SP) e Limeira Basquete (SP).
Já como treinador, esteve em duas equipes femininas, Limeira e Americana. 
Ele foi treinador da Seleção Brasileira de Basquetebol Feminino desde março de 2013 a 11 de dezembro de 2015, quando renuniou ao cargo alegando problemas de saúde.
Seu último clube foi o São José, equipe masculina que disputa o NBB, no qual acumulou cargo sendo também técnico da Seleção Feminina.

## Carreira

### Na seleção brasileira[3]
Jogos Pan-Americanos
- 5.º lugar em Havana (Cuba – 1991)

Campeonato Sul-Americano Adulto
- Campeão (Equador – 1989)

( Vice-campeão (Venezuela – 1991)
Campeonato Mundial Juvenil
- Medalha de bronze (Espanha – 1983)

Copa Pan-Americano Juvenil
- Campeão (Brasil – 1982)

Campeonato Sul-Americano Juvenil
- Campeão (Colômbia – 1982)

### Equipes como técnico

#### Masculino – Winner/Limeira (SP) de 2004 a 2009
Títulos conquistados
- Campeão Paulista (Limeira/2008) e Campeão Brasileiro (Limeira/2006)

#### Feminino – Americana (SP) desde 2009
Títulos conquistados
- Campeão paulista (2010 e 2012) e campeão brasileiro (2012)

Campanha com Americana em 2012
- Seis competições e seis títulos
- LBF 2012 – 23 jogos e 22 vitórias
- Sul-Americano de Clubes – 5 jogos e 5 vitórias
- Jogos Abertos Brasileiros – 5 jogos e 5 vitórias
- Jogos Regionais – 4 jogos e 4 vitórias
- Jogos Abertos do Interior – 5 jogos e 5 vitórias
- Campeonato Paulista – 13 jogos e 9 vitórias
  - Resumo: 55 jogos e 50 vitórias